# Инешты
Инешты (рум. Ineşti, Инешть) — село в Теленештском районе Молдавии. Относится к сёлам, не образующим коммуну.

## География
Село расположено на высоте 64 метров над уровнем моря.

## Население
По данным переписи населения 2004 года, в селе Инешть проживает 2432 человека (1195 мужчин, 1237 женщин).
Этнический состав села:
| Национальность | Число жителей | Процентный состав |
| -------------- | ------------- | ----------------- |
| молдаване      | 2405          | 98.89             |
| румыны         | 11            | 0.45              |
| украинцы       | 7             | 0.29              |
| русские        | 7             | 0.29              |
| прочие         | 2             | 0.08              |
| Всего          | 2432          | 100 %             |

## Известные уроженцы
- Друцэ, Борис Викторович (род. 1955) — молдавский писатель, поэт, переводчик и композитор.